# حيدر طوقان
حيدر طوقان (1871- 1952م)- عضو مجلس بلدية نابلس، وعضو مجلس المبعوثان العثماني عام 1912م، رئيس بلدية نابلس لفترة قصيرة، من اقطاب المعارضة في نابلس.

## السيرة الذاتية
هو حيدر بن علي بك طوقان، ولد في نابلس عام 1871م وعمل موظفًا في المصرف الزراعي العثماني في نابلس، ثم اصبح نائب مدير ذلك الفرع في طولكرم، تم اختياره عضو في مجلس بلدية نابلس وعضو لجنة المعارف فيها، ثم تم اختياره عضوًا في مجلس الإدارة العمومي في بيروت، وهو بمثابة برلمان للولاية التي كانت تابعة لها، وبعد عام 1908م اصبح حيدر طوقان من اكبر مؤيدي جمعية الأتحاد والترقي في لواء نابلس. فاز بعضوية مجلس المبعوثان العثماني عام 1912م بمساعدة من الجمعية ومن المتصرف فتحي باشا. سافر طوقان إلي الأستانة ممثلاً للواء بنابلس والبلقاء في مجلس المبعوثان العثماني، وقيل أنه في تلك الفترة استطاع الحصول علي بعض الشعرات النبوية من العاصمة العثمانية واحضرها معه إلي نابلس، واستقبلت باحتفال مهيب وما زالت موجودة في خزانه خاصة على يسار محراب المسجد الحنبلي بنابلس الذي تبرعت الدولة بتكاليف عمارته، كما ساهم في تلك الفترة في عملية توسيع مبني المستشفي الوطني في نابلس، وتم اختياره نائبًا لرئيس اللجنة المسؤولة عن ذلك المشروع، وكان في نابلس مثله مثل اسعد الشقيري في عكا، من اكبر مؤيدي السياسة الإسلامية الغثمانية ورئيس جمعية الاتحاد والترقي بنابلس، وفي أواخر الحرب العالمية تم تعينه من قبل الأتراك رئيسًا لبلدية نابلس لفترة قصيرة وجاء من بعده عمر زعيتر آخر رؤساء بلدية نابلس في العهد العثماني، وكان حيدر بك منافساً قوياً للجمعية الحمادية برئاسة توفيق حماد وذلك في أواخر العهد العثماني، تم اختياره عضواً في مجلس المبعوثان العثماني، غير انه في 1913م تم اختيار توفيق حماد زعيم الصف المنافس بدلا عنه في المجلس؛ فما كان من حيدر بك إلا ان اتجه إلي المعارضة واصبح احد اقطابها البارزين في لواء نابلس. وظل حيدر بك مؤيداً للفكرة الإسلامية المحافظة ومعارضًا لسياسة اللجنة التنفيذية العربية، ففي عام 1943م أيد إقامة فرع حزب الزراع في 1924 في بلده وكان أحد الشخصيات البارزة فيه، تحت رئاسة فايق مسعود، ونشأ هذا الحزب بعد شعور أهالي الريف والبدو بأن أهل المدن لهم نصيب الأسد في شتى المجالات السياسية والاقتصادية والتربوية، وضرورة وجود حزب ينادي بمطالب هؤلاء المزارعين والفلاحين والبدو، على أن يكون حزبا له تأثير قوي على الحكومة للمطالبة بالحقوق. وكان الهدف الرئيس من ذلك مناوأة الحركة الوطنية بزعامة آل الحسيني، وتم اختياره عضو في مجلس بلدية نابلس لمدة عامين 1925-1927م، اعتزل حيدر بك طوقان العمل السياسي في أواخر العشرينات ، وتوفي عام 1952م.